# ファラン・テコンドー朴道場
ファラン・テコンドー朴道場（ファラン・テコンドーぱくどうじょう、英：HWARANG TAEKWON-DO PAK-DOJO,略HTP）は、1999年に創設された日本国際テコンドー協会（ITF-JAPAN,会長 西直記）傘下のテコンドー団体である。
代表は、ITF師賢（しけん）朴禎賢（パク・チョンヒョン）7段。（ITF国際審判員A級／ITF競技委員／日本国際テコンドー協会理事）
「ファラン」とは、今から約1400前、6世紀朝鮮半島で三国を統一した新羅の青年貴族グループ「花郎（ファラン）」に因んだとされる。
2013年11月、ファラン・テコンドー朴道場常任理事会決議により、テコンドー・ファラン朴武館（TAEKWON-DO HWARANG PARK-BUKAN,略THP）に改称された。

## 概要
- ファラン・テコンドー朴道場（HWARANG Taekwondo PAK-DOJO, 略称 HTP）の設立は1999年1月である。2013年11月テコンドー・ファラン朴武館に改称。

種類 スポーツ武道／
本部 日本埼玉県戸田市／
設立者、代表 朴禎賢／
ウェブサイト http://www.taekwon-do-pakdojo.com
- テコンドー創始者崔泓熙（チェ・ホンヒ）総裁が創設した、正統テコンドーの技術と精神を学ぶテコンドー道場である。

国際テコンドー連盟（INTERNATIONAL TAEWON-DO FEDERATION 略称I.T.F.）を上部組織とする、日本国際テコンドー協会（ITF-JAPAN）の傘下団体である。

## 歴史
- 1977年 - 代表の朴禎賢師範、8歳より武道を学び始める。
- 1983年7月 - 日本国際テコンドー協会 (初代会長　全鎮植)が発足。（東京都府中市）
- 1988年4月11日 - 朴禎賢師範、日本国際テコンドー協会 (ITF-JAPAN)に入門。
- 1989年 - 第1回関東学生大会（現全日本学生選手権大会）二部無差別級優勝。
- 1990年 - 朴禎賢師範、第1回全日本選手権大会出場。マッソギ・マイクロ級（-54kg）準優勝。
- 1992年 -日本国際テコンドー協会 本部専任指導員に就任。モランボン・テコンドー荒川道場を担当。
- 1995年 - 朴禎賢師範、「テコンドー通信スクール」を担当。北海道、九州、東北地方などテコンドー全国展開の普及を担当し、日本国際テコンドー協会傘下道場・クラブが多数設立。
- 1994年 - 朴禎賢、3段昇段。テコンドー創始者崔泓熙総裁が昇段審査を直接行われる。「副師範」に任命を受ける。
- 1998年 - 朴禎賢、4段昇段。日本国際テコンドー協会「師範」に任命される。国際テコンドー連盟（ITF）の「国際師範」資格、「国際審判員A級（NO．688）」資格取得。
- 1999年 - 「テコンドー・ファラン会」黄秀一師範と共に設立。首都圏を中心に正統テコンドーの普及を行う。
- 2003年 - 朴禎賢師範、5段昇段。
- 2003年 - テコンドー・ファラン会、「ファラン・テコンドー朴道場」と「テコンドー・ファラン黄道場」に組織変更。
- 2003年 - モランボン・テコンドー荒川道場、「ファラン・テコンドー朴道場 荒川道場」に改称。
- 2006年3月 - 埼玉県さいたま市大宮区に常設道場「ファラン・テコンドー朴道場 大宮道場」設立。
- 2007年 - 第15回世界大会（スロベニア）にて、姜昇利（カンスンリ／荒川道場・足立興野道場）が男子3段トゥル（型）金メダル。トゥル3段において世界最高の水準に達する。
- 1998年 - 朴禎賢師範、6段昇段。
- 2008年3月 - 群馬県高崎市に常設道場「ファラン・テコンドー朴道場 高崎道場」設立。
- 2008年 - 朴禎賢師範、国際テコンドー連盟（ITF）よりITF競技委員に任命（日本初）される。
- 2008年 - 韓国テコンドー協会（ITF-KOREA）指導者を招聘し「正統テコンドーセミナー百折不屈2008」を開催。（参加者110名、荒川区協会共催。）
- 2009年 - 朴禎賢師範、ITF第16回世界大会（ロシア）にて、『最優秀審判員（THE BEST UMPIRE OF THE TOURNAMENT）』（アジア初）を受賞。世界最高峰の国際審判員が誕生。
- 2009年4月 - 「ファラン・テコンドー朴道場有段者技術研究会」発足。事務局長に梅田達哉3段。
- 2010年 - 第21回全日本大会で船水健二（荒川道場）がスーパーマイクロ級で優勝、6連覇達成。全日本大会史上最多連覇記録者を輩出。
- 2013年7月 ‐ 東京都新宿区にファラン・テコンドー新宿道場発足。
- 2013年 - 二十五支部道場、門下生約400名が正統テコンドーを修練している。
- 2013年12月 - 埼玉県戸田市にテコンドー・ファラン朴武館本部道場を設立。本部移転。

## 目的
1. テコンドー創始者崔泓熙（チェホンヒ）先生の正統テコンドーの技術と精神を正しく学び、普及・振興・発展させる事を目的とする。
2. 健全な青少年を育成し、地域社会に貢献する。
3. 全日本大会、世界大会、オリンピック等に出場・活躍する選手を多数育成し、日本の武道とスポーツの発展・振興に貢献する。

## 哲学・理念
ファラン・テコンドー朴道場は、思想、宗教、人種、国境を超越し、老若男女隔たりなく、誰にでもテコンドーを教え、普及してゆく事を理念とする。

## テコンドー精神
- 一、礼儀・・・・礼に始まり礼に終わる武道の精神。
- 一、廉耻・・・・・・心が清らかで、恥を知る精神。
- 一、忍耐・・・・耐え忍ぶ精神。
- 一、克己・・・・・・・己に打ち克つ精神。
- 一、百折不屈・・・・・幾度失敗しても、決して屈しない強い精神。

## 組織
- 会　長   朴 禎 賢
- 館　長   朴 禎 祐
- 本部長 　梅田 達哉
- 支部長（道場責任者）
  - 船水 健二
  - 矢部 守重
  - 金 和 主
  - 井上 富士夫
  - 大矢 英伸
  - 土屋 稔
  - 大島 勝
  - 谷口 慎一

- 各委員会
  - 技術委員会－有段者技術研究会（事務局長：梅田達哉）
  - 資格審査委員会
  - 審判委員会
  - 競技委員会
  - 指導者選手育成委員会
  - 宣伝広報委員会
  - 賞罰委員会
  - 普及振興委員会
  - 対外対策委員会

## 道場（支部）

### 本部
- 埼玉戸田道場

### 支部
- 東京荒川道場
- 東京足立舎人道場
- 東京中目黒道場
- 東京新宿道場
- 埼玉大宮宮原道場
- 埼玉朝霞道場
- 埼玉鴻巣道場
- 埼玉北本道場
- 埼玉越谷道場
- 埼玉上尾道場
- 神奈川川崎道場
- 群馬高崎道場
- 愛知名古屋道場
- 愛知上大井道場
- 三重鈴鹿クラブ
- NEW ISクラブ
- 横浜道場

## 姉妹道場

### 日本国内姉妹道場
- ファラン黄道場・富山道場・川口蕨道場・北海道札幌道場・北海道函館道場・宮崎道場・大分クラブ・佐賀クラブ

### 海外姉妹道場
- 韓国：ITF-KOREA 中央本部道場（本部）・カンホ道場（嶺南協会）、ソウルHAHM'S TKD Academy（ソウル）・赫武テコンドー道場（ソウル）・済州島玄チャンジンTKDワールド・蔚山李ジェスン道場
- トルクメニスタン：アシガバード アレック道場
- カザフスタン：ムラット道場・ホン道場
- インドニューデリー：MASTERラジェンドラ道場
- タジキスタン：ムハマッド道場
- ロシアサンクトペテルブルク：アレキサンダー・シモコフ道場
- アメリカニューヨーク：MasterジョージITF道場
- 中国北京：李光松道場
- オーストラリアシドニー：TAM’S BUDO ACADEMY(Senior Master TAM FOOK CHEE 8DAN)

## テコンドー・トゥル（型）
テコンドーは、10級から9段までトゥルを修練する。
正統テコンドーには、24のトゥル（型）があり、その名称は、朝鮮半島の歴史や神話の人物に因んだものとなっている。「サインウェーブ」と呼ばれる、移動時に上下に波打つ独特の動作が特徴。
- 9級〜1級 - 天地 (チョンジ)、檀君 (タングン)、島山 (トサン)、元曉 (ウォニョ)、栗谷 (ユルゴク)、重根 (チュングン)、退渓 (テェゲ)、花郎 (ファラン)、忠武 (チュンム)
- 1段〜9段 - 廣開 (クワンゲ)、圃隠 (ポウン)、階伯 (ケベク)、義菴 (ウィアム)、忠壮 (チュンジャン)、主体 (チュチェ)、三一 (サミル)、庾信 (ユシン)、崔瑩 (チェヨン)、淵蓋 (ヨンゲ)、乙支 (ウルチ)、文武 (ムンム)、西山 (ソサン)、世宗 (セジョン)、統一 (トンイル)

## テコンドー世界選手権大会の開催地
- 1974年 第1回世界テコンドー選手権大会（カナダ・モントリオール）
- 1978年 第2回世界テコンドー選手権大会（アメリカ・オクラホマシティー）
- 1981年 第3回世界テコンドー選手権大会（アルゼンチン・レシタンシア）
- 1984年 第4回世界テコンドー選手権大会（スコットランド・グラスゴー）
- 1987年 第5回世界テコンドー選手権大会（ギリシャ・アテネ）
- 1988年 第6回世界テコンドー選手権大会（ハンガリー・ブダペスト）
- 1990年 第7回世界テコンドー選手権大会（カナダ・モントリオール）
- 1992年 第8回世界テコンドー選手権大会（朝鮮・ピョンヤン）
- 1994年 第9回世界テコンドー選手権大会（マレーシア・クアラテレンガヌ）
- 1997年 第10回世界テコンドー選手権大会（ロシア・サンクトペテルブルク）
- 1999年 第11回世界テコンドー選手権大会（アルゼンチン・ブエノスアイレス）
- 2001年 第12回世界テコンドー選手権大会（イタリア・リミニ）
- 2003年 第13回世界テコンドー選手権大会（ギリシャ・テッサロニキ）
- 2005年 第14回世界テコンドー選手権大会（オーストラリア・サンシャインコースト）
- 2007年 第15回世界テコンドー選手権大会（スロベニア・ブレッド）
- 2009年 第16回世界テコンドー選手権大会（ロシア・サンクトペテルブルク）
- 2011年 第17回世界テコンドー選手権大会（朝鮮・ピョンヤン）
- 2013年 第18回世界テコンドー選手権大会（ブルガリア・ソフィア）
- 2015年 第19回世界テコンドー選手権大会（ブルガリア・プロブディフ）
- 2017年 第20回世界テコンドー選手権大会（朝鮮・ピョンヤン）
- 2019年 第21回世界テコンドー選手権大会（ブルガリア・プロブディフ）
- 2021年 第22回世界テコンドー選手権大会（中国・北京予定）

## 歴代メダリスト

### 世界大会メダリスト
- 朴 禎 賢（ぱくちょんひょん）

　　2018年第8回ベテラン世界大会（ベラルーシ）トゥル6段優勝、団体トゥル優勝、団体マッソギ第3位、最優秀選手（MVP）
2016年第7回ベテラン世界大会（イタリア）トゥル6段優勝、団体トゥル優勝、
2014年第6回ベテラン世界大会（タジキスタン）トゥル6段優勝、マッソギ（-64kg）準優勝、団体トゥル準優勝、団体パワー3位。
　　2012年第5回ベテラン世界大会（エストニア）マッソギ（-64kg）優勝、トゥル6段準優勝、団体トゥル優勝。
　　2010年第4回ベテラン世界大会（ベラルーシ）トゥル6段準優勝。
　　1999年第11回世界大会（アルゼンチン）団体トゥル準優勝。
- 船水健二（ふなみずけんじ）

　　2015年第19回世界大会（ブルガリア）トゥル団体準優勝。
　　2013年第18回世界大会（ブルガリア）トゥル団体準優勝。
　　2009年第16回世界大会（ロシア）トゥル3段準優勝。
　　2005年第14回世界大会（オーストラリア）団体トゥル準優勝。
- 姜 昇 利（かんすんり）

　　2015年第19回世界大会（ブルガリア）トゥル4段優勝。
　　2007年第15回世界大会（スロベニア）トゥル3段優勝。
　　2005年第14回世界大会（オーストラリア）団体トゥル準優勝。
- 大島　勝（おおしままさる）

　　2014年第6回ベテラン世界大会（タジキスタン）トゥル3段準優勝。
- 江田弥寿弘（えだやすひろ）

　　2014年第6回ベテラン世界大会（タジキスタン）トゥル3段第3位。
- 横尾憲耶（よこおけんや）

　　2014年第11回ジュニア世界大会（タジキスタン）トゥル団体第3位。
- 田中　涼（たなかりょう）

　　2014年第11回ジュニア世界大会（タジキスタン）トゥル団体第3位。
- 西川千尋（にしかわちひろ）

　　2014年第11回ジュニア世界大会（タジキスタン）トゥル団体第3位。
- 石田凌大（いしだりょうた）

　　2013年第18回世界大会（ブルガリア）トゥル団体準優勝。
- 梅田達哉（うめだたつや）

　　2010年第4回ベテラン世界大会（ベラルーシ）団体トゥル優勝、トゥル3段3位、団体マッソギ3位。
- 金 恵 順（きむへすん）

　　2009年第16回世界大会（ロシア）トゥル1段3位。
- 奈良岡和子（ならおかかずこ）

　2007年第15回世界大会（スロベニア）女子団体トゥル準優勝。
- 許 智 成（ほちそん）

　2005年第14回世界大会（オーストラリア）トゥル3段3位、団体トゥル準優勝。
- 金 寛 烈（きむかんりょる）

　2005年第14回世界大会（オーストラリア）団体トゥル準優勝。
- 山本千穂子（やまもとちほこ）

　2005年第14回世界大会（オーストラリア）女子団体トゥル準優勝、団体マッソギ3位。

### 国際大会メダリスト
- 朴 禎 祐 （ぱくちょんう）

　　2010年第5回アジア大会（カザフスタン）4段トゥル3位
　　2003年ノース・アメリカン大会（カナダ）トゥル2段優勝
- 船水 健二（ふなみずけんじ）2006年第3回アジア大会（インド）3段トゥル優勝
- 井上富士夫（いのうえふじお）2006年第3回アジア大会（インド）団体トゥル準優勝
- 大矢英伸 （おおやひでのぶ）2006年第3回アジア大会（インド）団体トゥル準優勝、二段トゥル3位
- 松井 新吾 （まついしんご）2010年第5回アジア大会（カザフスタン）団体トゥル3位
- 大谷 悟 （おおたにさとる）2010年第5回アジア大会（カザフスタン）団体トゥル3位
- 姜 亮 誠 （かんりゃんそん）2010年第5回アジア大会（カザフスタン）1段トゥル3位
- 安島 友美（あじまゆみ）2003年ノースアメリカン大会（カナダ）トゥル女子青帯3位

### 全日本大会 最優秀選手 Most Valuable Player（MVP）
- 姜 昇 利（かんすんり）

　　2012年第23回全日本大会 最優秀選手（戦績）マッソギ（-71kg）優勝・トゥル3段優勝・団体男子マッソギ優勝
- 金 恵 順（きむへすん）

　　2012年第23回全日本大会 最優秀選手(戦績）女子マッソギ（-51kg）優勝,女子トゥル2段優勝,団体マッソギ優勝
- 許 智 成（ほちそん）

　　2009年第20回全日本大会 最優秀選手（戦績）パワー優勝・トゥル3段準優勝・マッソギ(-71kg)3位・団体トゥル・マッソギ優勝
- 船水健二（ふなみずけんじ）

　　2006年第17回全日本大会 最優秀選手（戦績）マッソギ（-54kg）優勝・トゥル2段優勝・団体トゥル・マッソギ優勝
- 朴 禎 賢（ぱくちょんひょん）

　　1991年第2回全日本大会 最優秀選手（戦績）マッソギ（-54kg）優勝・トゥル1段優勝

### 全日本大会メダリスト
- 船水 健二（ふなみずけんじ）

　2015年第26回全日本大会マッソギ（-50kg）優勝(通算9度目）・マッソギ・トゥル団体優勝
- 姜 昇 利（かんすんり）

　2015年第26回全日本大会トゥル4段優勝、マッソギ（-64kg）準優勝・マッソギ・トゥル団体優勝
　2014年第25回全日本大会トゥル4段優勝、
　2012年第23回全日本大会マッソギ（-71kg）優勝・トゥル3段優勝・マッソギ団体戦優勝、大会最優秀選手（MVP）
- 松井 新吾 （まついしんご）

　2012年第23回全日本大会マッソギ（-64kg）準優勝・トゥル2段準優勝・マッソギ団体優勝
- 竹内 純（たけうちじゅん）

　2015年第26回全日本大会Sマイクロ級（-57kg）準優勝
　2011年第22回全日本大会Sマイクロ級（-57kg）優勝
- 姜 亮 誠 （かんりゃんそん）2012年第23回全日本大会トゥル1段準優勝
- 李 詩 虹（りしほん）2012年第23回全日本大会トゥル女子1段第3位・マッソギ（-51kg）第3位
- 平岩佑貴（ひらいわゆうき）2009-2011年第20、21、22回全日本トゥル1段優勝
- 周 将 植（ちゅうじゃんしく）2011年第22回全日本大会（スペシャル・テクニック）準優勝。
- 姜 昇 烈（かんすんりょる）2011年第22回全日本大会Jr.Aマッソギ優勝・トゥル1段優勝
- 横尾憲耶（よこおけんや） 2011年第22回全日本大会Jr.Bマッソギ優勝
- 松井雄馬（まついゆうま） 2010年第21回全日本大会団体トゥル・団体マッソギ優勝
- 竹内 翔（たけうちかける）2010年第21回全日本大会Jr.Bマッソギ優勝
- 横尾有耶（よこおゆうや） 2008年第19回全日本大会Jr.Bマッソギ優勝
- 許 智 成（ほちそん） 2009年第20回全日本大会パワーブレイキング優勝・トゥル3段準優勝・マッソギ（-71kg）第3位・マッソギ団体優勝・トゥル団体優勝、大会最優秀選手
- 冨岡雅人（とみおかまさと）2007年第18回全日本大会ヘビー（+71kg）優勝
- 土屋 稔 （つちやみのる） 2005年第16回全日本大会団体マッソギ3位、団体トゥル準優勝

## 所属指導者
- 代 表：朴 禎 賢7段
- 師 範：朴 禎 祐5段、梅田達哉5段、許 智 成4段、船水健二4段、奈良岡和子4段、伊藤智徳4段、井上富士夫4段、金 寛 烈4段、矢部守重4段、金 和 主4段、大矢英伸4段、土屋稔4段、大島勝4段
- 副師範：松井新吾3段、大谷悟3段
- 指導員：江田弥寿弘4段、飯島真言3段、多羽田典宏3段、洪 炳 旭2段、平岩佑貴2段、谷口慎一2段、笠井政光1段、李 詩 虹1段、石田凌大1段、西澤優1段ほか

## 関連競技大会
- 県大会
  - 埼玉県テコンドー選手権大会
  - 群馬県テコンドー選手権大会
  - 愛知県テコンドー選手権大会

- 区市大会
  - 東京都荒川区テコンドー選手権大会
  - 埼玉県さいたま市テコンドー選手権大会
  - 埼玉県朝霞市テコンドー選手権大会
  - 埼玉県鴻巣市テコンドー選手権大会
  - 埼玉県越谷市テコンドー選手権大会
  - 群馬県高崎市テコンドー選手権大会

## 朴禎賢師賢に学んだスポーツ選手・武道（格闘）家・芸能人
- GACKT（歌手）2段
- 森本稀哲（プロ野球選手）
- MARK（ダンサー）1段
- 隼人（歌手）2段
- 井上正大（俳優）1段

ほか。